# Юзеф Чапски
Ю̀зеф Ма̀рия Франчѝшек Ча̀пски, храбя Хутен-Чапски, герб Лелива (на полски: Józef Maria Franciszek Czapski) е полски художник и писател, майор от Полската войска, участник в Полско-съветската и Първата световна войни.

## Биография
Роден е през 1896 г. в Прага, в семейството на граф Йежи Хутен-Чапски и графиня Юзефа Леополдина Тун-Хоенщайн. Умира през 1993 година във френското градче Maisons-Laffitte.
Чапски е гей, но никога не се разкрива. През 30-те и началото на 40-те години на двадесети век има връзка с писателя Людвик Херинг, с когото живеят заедно за известно време.
Юзеф Чапски умира на 96 години на 12 януари 1993 г. във Франция. Погребан е до сестра си Мария, починала през 1981 г.

## Творчество
Книги
- Józef Pankiewicz. Życie i dzieło. Wypowiedzi o sztuce (1936 г.)
- O Cézanne'ie i świadomości malarskiej (1937 г.)
- Proust contre la déchéance. Conférences au camp de Griazowietz (1940 – 1941)
- Wspomnienia starobielskie (1943 г.)
- Lettre ouverte à Jacques Maritain et François Mauriac (1944 г.)
- Na nieludzkiej ziemi (1949 г.)
- Oko (1960 г.)
- Dwugłos wspomnień (1965 г.)
- Tumult i widma (1981 г.)
- Patrząc. Z autoportretem i 19 rysunkami autora (1983 г.)
- Dzienniki, Wspomnienia, Relacje (1986 г.)
- Swoboda tajemna (1989 г.)
- Czytając (1989 г.)
- Myślę, że wiem najważniejsze. Czapski-Colin (1992 г.)
- Wyrwane strony (1993 г.)
- Józef Czapski – Podziemna korona. Fragmenty dzienników, rysunki, kalendarium życia (1993 г.)
- Świat w moich oczach (2001 г.)
- Rozproszone: teksty z lat 1925 – 1988 (2005 г.)

Изложбени каталози
- Catalogue de l'Exposition de la Galerie Motte (1951 г.)
- Katalog wystawy Józefa Czapskiego (1957 г.)
- Catalogue d'Exposition de la Galerie Briance (1978 г.)
- Czapski. Malarstwo i rysunek (1986 г.)
- Józef Czapski, Katalog (1991 г.)
- Józef Czapski. Widzenie życia (2000 г.)